# Szaul Berezowski
Szaul Samuel Berezowski, także Saul Berezowski, Seweryn Berezowski (ur. 23 maja?/5 czerwca 1908 w Grodnie, zm. 2 kwietnia 1975 w Ramat Awiwie) – polski kompozytor, pianista, dyrygent pochodzenia żydowskiego.

## Życiorys
W młodości uczył się muzyki u swojego ojca Fajwla, będącego kantorem. Gry na fortepianie uczyła go Lilia Fidelman. Ukończył studia w warszawskim konserwatorium muzycznym w 1929 r., następnie zamieszkał w Białymstoku, gdzie na scenach żydowskich teatrów akompaniował Szymonowi Dżiganowi i Izraelowi Szumacherowi, a po ich aresztowaniu Annie Nożyk. Był dyrygentem białostockiego kinoteatru „Apollo” oraz prowadził wojskową orkiestrę jazzową. Po zajęciu Białegostoku przez Armię Czerwoną, objął stanowisko kierownika teatru rozrywkowego Dżigana i Szumachera. Po II wojnie światowej przeniósł się do Łodzi, gdzie tworzył muzykę dla Państwowego Teatru Żydowskiego Idy Kamińskiej, a ponadto założył i kierował żydowskim chórem ludowym Fołks-chor, który działał przy Towarzystwie Społeczno-Kulturalnym Żydów. Ponadto był dyrygentem chóru w cerkwi św. Aleksandra Newskiego w Łodzi oraz kierował chórem Rosjan „Kalinka” w Łodzi. Założył i prowadził chór łódzkich żydowskich kooperatyw przemysłowych. W 1957 r. wyjechał do Izraela, gdzie tworzył muzykę teatralną i filmową.

### Życie prywatne
Berezowski miał żonę Reginę. Nie mieli dzieci.

## Twórczość

### Wybrane utwory
- Unter di khurves fun Poyln(inne języki) (pod ruinami Polski), do słów Icyka Mangera,
- Ikh Bin Mid (jestem zmęczony), do słów Icyka Mangera,
- In geto, do słów Mordechaja Gebirtiga,
- Dem Zeydns Nign (melodia dziadka),
- Baym Taykh (Nad rzeką), do słów Mani Lejba(inne języki)[3].

### Muzyka filmowa
Berezowski skomponował muzykę do filmów, m.in. takich jak:
- (1947) Żydowskie osadnictwo na Dolnym Śląsku[4]
- (1947) Mir ibergewlibene (My, którzy przeżyliśmy),
- (1951) Undzere kinder (Nasze dzieci)[2],
- (1966) Shnei Kuni Leml[5].

### Literatura
W 1976 r. został wydany zbiór poezji Berezowskiego – Lider Bukh (Książka piosenek).